# Ariamir
Ariamir was waarschijnlijk koning van de Sueben in Gallaecia (het huidige Galicië) tussen 558/559 en 561/566.

## Context
In de periode van zijn voorganger Carriaric en Ariamir veranderden de Sueben van geloofsovertuiging, van het arianisme naar de katholieke geloofsbelijdenis van Nicea. De eerste stap was de komst van bisschop Martinus van Braga, de tweede stap was het Eerste concilie van Braga in 561. Behalve de verwijzingen naar zijn naam is er over zijn regeerperiode niets gekend.